# Música do Botswana
Botswana é um país africano constituído por vários grupos étnicos, embora o povo Tswana ser a maioria da população. A música é uma grande parte da Cultura Botswana, e inclui formas populares e folclóricas. Coros da igreja são comuns em todo o país e educação musical é um componente essencial do sistema educacional botswano, são ensinados cantos e danças tradicionais a crianças de todas as idades.

## Música popular
Assim como outros países africanos, a música popular no Botswana é chamada de "jazz"; no entanto, tem pouca semelhança com o gênero afro-americano com o mesmo nome. Existem uma iniciativa para se concentrar em revitalizar a indústria da música Botswana, em vez de depender de lançamentos estrangeiros. A música popular no Botswana ainda vem da África do Sul, Estados Unidos, Europa ou em outro lugar na África. Gumba-Gumba é uma forma de modernizar a música Zulu e Tswana, misturada com jazz tradicional. A palavra Gumba deriva de gíria township para "party".
No Live at Mile High Music Festival, o vocalista Dave Matthews da Dave Matthews Band, comentou sobre a origem da música "Eh Hee": "fiz alguns amigos quando morava em Botswana, na África do Sul, e eles inspiraram esta pequena canção".

## Botswana hip hop
O programa de rádio de hip hop nacional Strictly Hip Hop, apresentado por Draztik e Slim (da Cashless Sociedade Crew e co-fundadores da Unreleased Records), tem feito muito para o cenário hip-hop do Botswana. Phat Boy é uma gravadora hip-hop notável. Motswako também é um gênero popular.

## Música folclórica
Tswana music é principalmente vocal, realizada sem drums e faz uso extensivo de instrumento de cordas, particularmente a guitarra. Na ausência de tambores um ritmo de palmas é usado na música com um típico estilo vocal chamada e resposta. A ausência de percussão é perceptível, e incomum para uma tribo Africana.

### Estilos
- Borankana
- Chesa
- Huru
- Mokomoto
- Ndazola
- Phathisi
- Selete
- Setapa
- Stibikoko
- Tsutsube

- Polka dance

### Músicos
- House Embassy
- Culture Spears
- Dikakapa
- George Swabi
- Jonny Kobedi
- Kwataeshele
- Machesa Traditional Troupe
- Matsieng
- Mokorwana
- Poifo le Wonder
- Ratsie Setlhako
- Shirley
- Shumba Ratshega
- Speech Madimabe
- Spiderman
- Stampore
- Stikasola

- skim same dance

## Kwaito
Este gênero tem origem na townships de Joanesburgo. Já encontrou o seu caminho em Botswana, onde está se tornando popular. Artistas kwaito incluem: Ghavorr, Mapetla, P-Mag, Skazzo, KIN, MMP, SEVEN ELEVEN.

## Kwasa kwasa
Uma versão africana de rumba, popularizada na África Central, kwasa kwasa tem forte adesão no Botswana e tem produzido uma série de músicos. Tem um ritmo mais lento do que rumba originais (aumentando em ritmo para o meio da música) e é mais calmo no estilo do que a sua forma original, Afro-rumba. Ao contrário de rumba, Kwasa Kwasa possui um padrão de pé simples, com mais ênfase em movimentos eróticos.
Alguns artistas têm tentado acelerar Kwasa Kwasa e torná-la mais dançante. O artista Vee é um; seu estilo é conhecido como kwaito Kwasa, uma combinação de música kwaito e ritmos Kwasa Kwasa e guitarra. Kwassa Kwassa incluem artistas: John Quaine e Gofaone El'Jeff Mfetane
- 12 Volts
- Alfredo "BBB" Mos and Les Africa Sounds
- Bee Musica
- Biza Mupulu
- Franco and Afro Musica
- Frankata
- El'Jeff and Bango Africa La Musica
- Fresh-Les
- Jeff "IGWE" Matheatau and the Yakho Band
- Tumza and the Big Bullets

## Rock e metal
O desenvolvimento da popularidade da música rock em Botswana tem sido gradual. A música começou a ganhar força, em parte devido à grande mídia, tais como MTV, Channel O e a internet.
Os nativos de Batswana têm demonstrado uma apreciação para esse gênero, e desde 2000 muitas novas bandas foram formadas; a maioria toca localmente, mas algumas têm excusionado pela África Austral. A cultura do rock foi reconhecida com um número de bandas que se unem em uma turnê "Rock Against AIDS". Bandas notáveis incluem:
- Amok
- Crackdust
- Disciplinary
- Dust 'n' Fire
- Metal Orizon
- No!semakers On Parade
- Nosey Road
- Overthrust
- Remuda
- Skeletal Saints
- Skinflint
- Sms Blues Band
- Stane
- Stealth
- Vitrified
- Wraith
- Wrust

O National Music Eisteddfod é realizado anualmente em Selebi-Phikwe.